# Felix De Pachtere
Felix-François De Pachtere (Brugge, 6 december 1783 - 12 juni 1849) was een Belgisch schrijver en drukker-uitgever in Brugge.

## Levensloop
Felix De Pachtere was de zoon van de bescheiden Bruggeling Thomas-François De Pachtere en van Isabelle-Marie van Moortel. In 1791 werd hij als 'refectionaal' aangenomen bij het kapittel van de Sint-Donaaskathedraal, werd acoliet in de kathedraal en volgde de lessen aan de kapittelschool. Dit alles tot aan de sluiting van de kerk en de school in september 1797. Hij verbleef toen enkele tijd in Leuven, ook al was daar geen universiteit meer. Hij keerde na enkele tijd naar Brugge terug en in juni 1805 werd hij schoolmeester in de Bogaerdenschool voor arme jongens (van 1805 tot 1824). Hij onderwees er Frans, Nederlands, rekenen en schrijven. Vanaf 1810 was hij ook repetitor voor Latijn.
Hij vestigde zich in januari 1824 in de Steenstraat als boekhandelaar en drukker. In 1832 werd hij drukker van het Bisdom Brugge. Hij was ook de drukker van de Brugse school voor geneeskunde.
Begin 1815 stichtte Pieter De Vliegher de Nieuwe Gazette van Brugge. Vanaf oktober van dat jaar tot aan de verandering van het blad in Standaerd van Vlaenderen in oktober 1829 was De Pachtere er de redacteur van. Hij bleef dit ook onder de nieuwe naam tot september 1830. Wel liet hij weten in het Gentse blad Den Vaderlander, waar hij ook artikels in publiceerde, dat hij nooit de hoofdredacteur van de Brugse kranten was geweest 
Hij werd bevriend met Leon De Foere en werd medewerker aan diens Le Spectateur Belge. In 1817, nadat De Foere veroordeeld werd, stelden de Burgerlijke Godshuizen, zijn werkgever, hem voor de keuze: verder met De Foere samenwerken of aan de Bogaerdenschool verbonden blijven. Hij verkoos het tweede. Maar zodra hij zich als drukker had gevestigd werd hij ook de drukker van het blad. Het hield echter dat jaar ook op te bestaan.
De Pachtere was een erudiete en scherpe toeziener op de gebeurtenissen van zijn tijd.  Als ooggetuige van heel wat dramatische gebeurtenissen en door zijn relaties met belangrijke acteurs uit zijn tijd, heeft hij in zijn geschriften heel wat informatie nagelaten over personen en gebeurtenissen. Sommige van de gegevens die hij meedeelde zal men vruchteloos elders zoeken.
De Pachtere trouwde pas in 1832 met Maria Lagast.

## Publicaties
Naast origineel werk (eerder gering in hoeveelheid) heeft De Pachtere heel wat werk vertaald en er zijn eigen persoonlijke stempel op gedrukt.
- Naemlijst der heeren seminaristen en tot het seminarie aengenomene studenten van het bisdom van Gend, die door besluyt van de prefecten der Schelde en der Leye in daeten 27 en 80 Julius 1813 tot den krygsdienst veroordeeld zyn, naer uyt het seminarie verdreven te zyn, voor zig niet onderworpen t'hebben aen de capilulaire verkiezing van den 22 Julius 1813, uytgegeven met d'erslelling van het voorzeyd seminarie, den 7 Maerte 1814, Brugge, 1814.
- Opvoeding, uyt het framch vertaeld, Brugge, 1816.
- De ydelheid der weereld, of de pomperyen des duyvels plegtiglyk afgezworen en verzaekt in het H. Doopsel, door Mynheer ... Nagezien en met toestemming van den auteur in verscheydene plaetsen veranderd door G.-J. Vanden Bavière, priester. Vierden druk, vermeerderd met eene levensschets van den eerw. heer Fanden Bavière, door F. D. F. Brugge, 1816.
- Notice sur M. l'abbé Léon de Foere, Brugge, 1817.
- Dictionnaire historique, par l'abbé F.-X. de Feller, t. IX et X, contenant les extraits de ceux de ses ouvrages auxquels il est renvoyé dans les huit premiers volumes, précédés d'une notice sur sa vie, Brugge, 1817 en 1818.
- Korte beschryving van het dierbaer bloed van onzen Zaligmaker Jesus-Christus, aengebragt te Brugge, den 7en April 1150, en daer opnieuw verheven den 3den Meye 1819, Brugge, 1819.
- Leven van den H. Arnulphus, bisschop van Soissons, stigter der abdy van den E. Petrus t'Oudenburg, waer hy overleden is, en zyne H. reliquien rusten, Brugge,1821.
- Verhandeling van het betrouwen op de bermhertigheid Gods ...vermeerderd met eene verhandeling van het valsch geluk van de menschen der aerde, en van het waeragtig geluk van het christelyk leven, üyt het fransch van J. J. Languet, vertaeld door P.-A. Lefebure..., tweeden vlaemschen druk van 1756, merkelyk veranderd en verbeterd, Brugge, 1824.
- Kleyne geschiedkundige geloofsonderwyzing door Fleury, opnieuw uyt het fransch vertaeld, Brugge, 1824.
- Spraek der religie, vertaéld uyt het fransch van den markgraef de Caraccioli, Antwerpschen druk van 1777 merklyk verbeterd, en van wezenlyke misslagen gezuyverd, Brugge, 1825.
- Initium, incrementum et destructio abbatiae sancti Bartholomeei Brugis, de Eeckhoutte vulgo nuncupatae, edidit Felix De Pachtere. Brugge, 1826.
- Leven van Carolus den Goeden, veertienden graef van Vlaenderen, Brugge, 1827. Met interessante lokale gegevens over de Franse-revolutietijd in Brugge.
- Godvrugtige oefeningen in allerley lyden, gebreken, krankheden, enz, uyt het hoogduytsch van den prins van HHohenlohe. Eerste vlaemsche uytgaef, Brugge, 1827.
- Samenspraeken over de godslastering, uyt het fransch vertaeld, Brugge, 1828.
- Onderrigtingen in de christelyke leering, of suffragien van Antwerpen, in styl eu spelling verbeterd, Brugge, 1828, 4 vol. Met in het erudiete voorwoord een biografische notitie over Mgr Reginald Cools, bisschop van Antwerpen.
- Catalogue de la vente de la bibliothèque de Messire Jean-Philippe baron de Pélichy, seigneur de Turkswaert, bourgmestre et échevin du Franc de Bruges (9 janvier 1793), Brugge, 1829
- Gronden van het geestelyk leven, getrokken uyt de navolging van Christus, door Ρ. Joannes Surin, uyt het fransch vertaeld door L.-A. Caytan, kanonik, vicarisgenerael van Brugge, nieuwen druk in styl en spelling verbeterd, Brugge, 1831. Met een biografische notitie over Caytan.
- Geestelyke oefeningen voor de Novitien of beginnende kloosterlingen, die van God geroepen zyn tot de religie van de eerweerde Paters Capucynen, door Fr. Antoninus Van Thienen, nieuwen druk verbeterd, Brugge, 1832.
- Leven van den H. Job, propheet en koning, voorbeeld van allergrootste verduldigheid, Brugge, 1832.
- Ballingschap van den eerweerden heer Joannes-Balduinus De Bay, naer de fransehe Guyane in Zuyd-America, ten jaere 1798, Brugge, 1837. Dit autobiografisch manuscript berustte bij De Pachtere, van wie De Bay de collega was geweest in de Bogardenschool. Met een biografische notitie over De Bay en een inleiding over de oorzaken van de deportatie.
- Leven van den H. Arnulphus, tweede uytgaef, door den opsteller vermeerderd en verbeterd, Brugge, 1838.

Van De Pachtere zijn ook verschillende werken bekend die nooit gepubliceerd werden.
- Bruga episcopis suis, cancellariis Flandriae, illustrata. Toen De Pachtere vernam dat Ferdinand Van de Putte aan eenzelfde werk bezig was, hield hij ermee op. Dit is volgens A. C. De Schrevel jammer, omdat wat van zijn werk overbleef superieur was aan dat van Van de Putte.
- Acta illustrissimi et reverendissimi Domini Francisci-Renali Boussen, episcopi Ptolemaïdensis, administratoris future diocesis Brugensis, werk dat evenmin tot een goed einde werd gebracht.

In zijn sterfhuis vond men volgende manuscripten:
- Cantilena, poëmata, chronica, vele gedichten zijn ondertekend F. De Pachtere
- Notice biographique et bibliographique de Louis-Albert Caytan, l'un des vicaires généraux du diocèse de Bruges pendant la vacance du siège, etc., 1823-30
- Brugge, Beschryving van desselfs wyken, met de namen der sraeten, de aenwyziug der kerken, kloosters, kapellen, openbaere gestichten, euz., bijeen verzameld en opgesteld door F. De Pachtere
- Fruit de mes lectures, ou mélanges d'histoire, de littérature, d'art, de sciences, d'inventions, de découvertes, de biographies et d'anecdotes, extraits d'un grand nombre d'ouvrages, drie volumes.